# Herb Hejnic

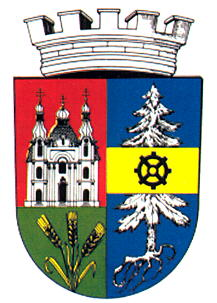
Herb Hejnic

Herb Hejnic bez korony miejskiej

Herb czeskiego miasta Hejnice składa się z kilku elementów. 
Prawe pole dzielone jest na pół - w górnym polu czerwonym znajduje się biały (srebrny) kościół z dwiema wieżami. Przedstawia on miejscową świątynię wybudowaną w roku 1722, a poświęconą trzy lata później, będącą symbolem miejscowości oraz jej najwyższym budynkiem. W dolnym polu zielonym umieszczono trzy żółte (złote) kłosy, przypominające o rolniczym charakterze Hejnic.
Lewe pole dzielone jest na trzy - w górnym oraz dolnym w niebieskim polu widać biały (srebrny) świerk, odnoszący się do góry Smrk, najwyższej w czeskiej części Gór Izerskich, a położonej na wschód od miasta. W środkowym polu, rozdzielającym górne i dolne, na złotym tle widnieje czarne koło zębate, nawiązujące do hrabów Gallas, założycieli hejnickiego klasztoru oraz do rozwoju przemysłu tekstylnego, szklarskiego i porcelanowego w drugiej połowie XIX wieku.
Herb opracował mieszkaniec Hejnic Emanuel Gareis. Zatwierdził go (i jednocześnie przyznał prawa miejskie) cesarz Karol I 31 lipca 1917 roku.
Tarcza herbowa zwieńczona jest coroną muralis.